# آبراهام خوستوانوغ
آبراهام خوستوانوغ (آبراهام زناکاتسی) (ارمنی: Աբրահամ Խոստովանող (Աբրահամ Զենակացի؛ انگلیسی: Abraham Khostovanogh  زادهٔ سده پنجم میلادی - درگذشته سده پنجم میلادی) مترجم، مینیاتوریست، کتاب‌شناس و روحانی اهل ارمنستان بود.

## زندگی‌نامه
تاریخ تولد و مرگ وی مشخص نیست. در سال ۴۶۰ میلادی، اسقف ناحیه بزنونیک شد. در سال ۴۵۱ میلادی، در جنگ واردانانت شرکت داشت.. 

## آثار
- Վկայք Արևելից Վարդանանց պատմություն

## یادداشت
1. ↑  Զենակս